# Tramuntanasaurus
Tramuntanasaurus es un género de reptil captorrínido moradisaurino del Pérmico inferior o medio de Banyalbufar (Mallorca, Islas Baleares) descrita en 2023. El género está representado por una única especie, Tramuntanasaurus tiai. Los restos fueron descubiertos en 2019 por investigadores del Museu Balear de Ciències Naturals y del Institut Català de Paleontologia Miquel Crusafont. La publicación se hizo el 22 de junio de 2023 en la revista Papers in Palaeontology. Cuando se publicó, el holotipo de la especie era el esqueleto de moradisaurino más completo conocido en el planeta.

## Características
El tramuntanasaurio era un captorrínido de tamaño medio, de unos 50 cm de longitud de la cabeza a la cola, con el cráneo de una forma característicamente triangular. Como los demás moradisaurinos, estaba especializado para la herbivoría de plantas con alto contenido en fibra. La mandíbula superior y la inferior contaban con cinco hileras de dientes; junto con un movimiento propalinal de la mandíbula inferior, estos animales podían masticar y triturar la materia vegetal de la que se alimentaban. Los rasgos que lo diferencian de todos los demás moradisaurinos conocidos se concentran en la dentición de la mandíbula inferior: carencia de caniniforme, carencia de diastema y orientación rostral de los incisivos.

## Icnología
La comparación de los autopodios del holotipo de Tramuntanasaurus tiai con los diferentes morfotipos de huellas que aparecen en niveles cercanos ha permitido atribuirle una icnoespecie concreta. Del Pémico de Mallorca se han documentado dos formas de Hyloidichnus bifurcatus, una de tamaño grande y otra más pequeña, atribuidas a captorrinomorfos. Esta icnoespecie se caracteriza por huellas semiplantígradas y pentadáctilas, con unos dígitos acabados en una característica forma de "T". El rastro se dispone de forma alternante, con un ángulo de paso no muy elevado, las impresiones de las manos rotadas hacia la línea media y las de los pies aproximadamente paralelas a ésta. Los Hyloidichnus bifurcatus de pequeño tamaño de Mallorca coinciden tanto en tamaño, como en proporciones y forma, con el pie del holotipo de Tramuntanasaurus tiai. Se han documentando rastros donde los productores caminaban y otros donde corrían. Cuando el animal se movía más deprisa tomaba una posición más erecta, con las piernas menos ensanchadas y más cerca del tronco, disminuyendo el movimiento de ondulación lateral de la columna vertebral. También se han encontrado trazas del rastro de la cola.

## Paleoecología y edad
Los fósiles de tramuntanasaurio se han encontrado en unas rocas interpretadas como los depósitos de un abrevadero natural situado en la llanura de inundación de un río meandriforme. Concretamente, estos niveles pertenecen a la Formación Port des Canonge del Pérmico de Mallorca, inicialmente datada como Pémico inferior (Artinskiense - Kunguriense). Sin embargo, en el estudio donde se describió esta especie se propuso que la edad de estas rocas podría llegar a la base del Pémico medio (Roadiense).